# The Voice Kids (seizoen 1)
Het eerste seizoen van The Voice Kids, een Nederlandse talentenjacht, werd uitgezonden van 27 januari tot en met 23 maart 2012 door RTL 4. Het werd gepresenteerd door Wendy van Dijk en Martijn Krabbé. De coaching van de kandidaten was in handen van Angela Groothuizen, Nick & Simon en Marco Borsato. Het is gebaseerd op The voice of Holland. Deelname staat uitsluitend open voor kinderen in de leeftijd van zes tot en met vijftien jaar. In seizoen 1 heeft Fabiënne Bergmans gewonnen.

## The Blind Auditions
De deelnemers startten in de "blinde" auditie: de coaches zaten met hun rug naar het podium, zodat ze de kandidaten alleen konden beoordelen op basis van hun stem. Indien een jurylid enthousiast was over een deelnemer, drukte hij of zij op een knop waardoor zijn of haar stoel omdraaide. Wanneer verschillende juryleden dit deden, bepaalde de kandidaat bij welke coach hij of zij in het team kwam. Van de in totaal 17.000 kandidaten die auditie deden, deden er slechts negentig een "Blind Audition". Daarna gingen 45 deelnemers door naar "The Battles".

## The Battle
In de Battle-shows werd bepaald met welke kandidaten elke coach doorging naar de live show. Binnen de teams streden de drie kandidaten tegen elkaar, waarna twee van de drie werden 'geëlimineerd'. Uiteindelijk konden slechts twee kandidaten per team naar de finale.

## Discografie

### Albums
| Album met eventuele hitnotering(en) in de Nederlandse Album Top 100 | Datum van verschijnen | Datum van binnenkomst | Hoogste positie | Aantal weken | Opmerkingen |
| ------------------------------------------------------------------- | --------------------- | --------------------- | --------------- | ------------ | ----------- |
| The Voice Kids - The songs                                          | 02-03-2012            | -                     |                 |              |             |

### Singles
| Single met eventuele hitnotering(en) in de Nederlandse Top 40 | Datum van verschijnen | Datum van binnenkomst | Hoogste positie | Aantal weken | Opmerkingen                                            |
| ------------------------------------------------------------- | --------------------- | --------------------- | --------------- | ------------ | ------------------------------------------------------ |
| A-Team                                                        | 27-01-2012            | -                     |                 |              | door Fabiënne Bergmans / Nr. 13 in de Single Top 100   |
| The climb                                                     | 17-02-2012            | -                     |                 |              | door Vajèn van den Bosch / Nr. 10 in de Single Top 100 |
| Jar of hearts                                                 | 03-02-2012            | -                     |                 |              | door Melissa Meewisse / Nr. 48 in de Single Top 100    |
| Geef mij je angst                                             | 27-01-2012            | -                     |                 |              | door Dave Dekker / Nr. 95 in de Single Top 100         |
| A moment like this                                            | 23-03-2012            | -                     |                 |              | door Melissa Meewisse / Nr. 75 in de Single Top 100    |
| Show me heaven                                                | 23-03-2012            | -                     |                 |              | door Vajèn van den Bosch / Nr. 26 in de Single Top 100 |
| Toen ik je zag                                                | 23-03-2012            | -                     |                 |              | door Dave Dekker / Nr. 24 in de Single Top 100         |
| What you're made of                                           | 23-03-2012            | 07-04-2012            | 38              | 2            | door Fabiënne Bergmans / Nr. 5 in de Single Top 100    |

## Kijkcijfers
| Aflevering       | Datum            | Kijkcijfers | Plek | kdh  | madl | Bron   |
| ---------------- | ---------------- | ----------- | ---- | ---- | ---- | ------ |
| Blind Audition 1 | 27 januari 2012  | 2.797.000   | 1    | 18,2 | 34,8 | [ 2 ]  |
| Blind Audition 2 | 3 februari 2012  | 3.053.000   | 1    | 19,9 | 35,2 | [ 3 ]  |
| Blind Audition 3 | 10 februari 2012 | 2.766.000   | 1    | 18,0 | 34,2 | [ 4 ]  |
| Blind Audition 4 | 17 februari 2012 | 2.855.000   | 1    | 18,6 | 35,0 | [ 5 ]  |
| Blind Audition 5 | 24 februari 2012 | 2.584.000   | 1    | 16,9 | 33,3 | [ 6 ]  |
| The Battle 1     | 2 maart 2012     | 2.688.000   | 1    | 17,5 | 33,5 | [ 7 ]  |
| The Battle 2     | 9 maart 2012     | 2.546.000   | 1    | 16,6 | 32,3 | [ 8 ]  |
| The Battle 3     | 16 maart 2012    | 2.504.000   | 1    | 16,3 | 31,8 | [ 9 ]  |
| Finale           | 23 maart 2012    | 2.786.000   | 1    | 18,2 | 37,3 | [ 10 ] |

## Trivia
- Alle afleveringen van The Voice Kids werden opgenomen in studio 1 in Aalsmeer.
- Begin november 2011 moest de inschrijving gesloten worden omdat er al 17.000 aanmeldingen waren.
- Voor de start van The Voice Kids was er op 25 januari 2012 een persconferentie van de coaches. De interviewers waren 24 leerlingen van verschillende scholen, die zo een verslag voor hun schoolkrant konden schrijven.[11]
- Voor hun prestaties in het programma werden finalisten Fabiënne[12] en Vajèn[13] beiden gehuldigd door de burgemeester van hun eigen woonplaats.
- Pim en Maxime (team Nick & Simon) deden in 2014 mee aan het vijfde seizoen van The voice of Holland. Maxime vormde een duo met haar zus Renée.
- Ruben deed in 2015 mee aan De beste singer-songwriter van Nederland.